# 帕夫洛吉爾基夫卡
48°5′20″N 31°49′16″E / 48.08889°N 31.82111°E
帕夫洛吉爾基夫卡（烏克蘭語：Павлогірківка），是烏克蘭中部的村莊，隸屬基洛夫格勒州的克羅皮夫尼茨基區。該村面積2.22平方公里，海拔高度205米，2001年人口433，人口密度每平方公里195.5人。